# Betonfertigteilbau

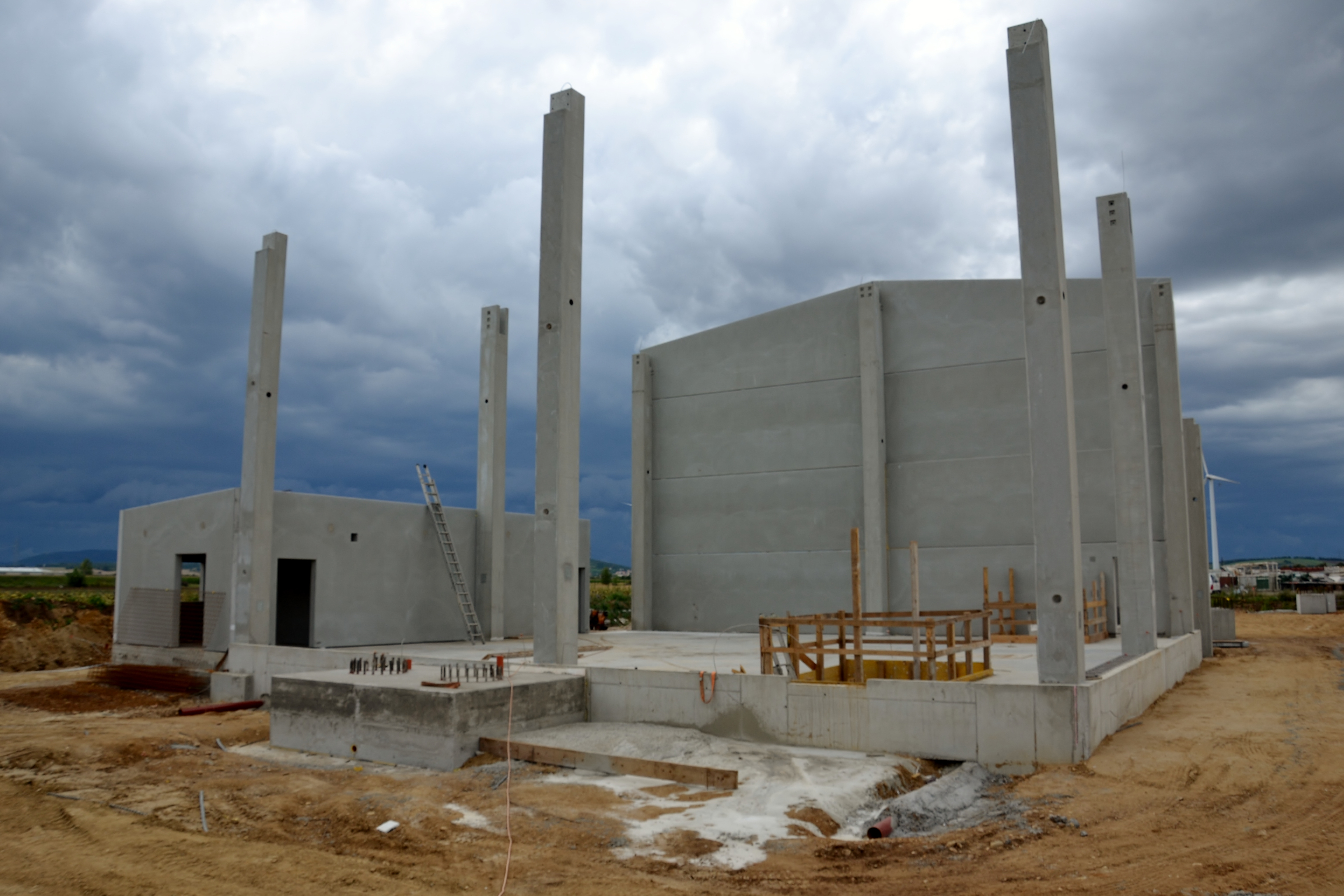
Beton-Fertigteil-Heizhaus Hagenbrunn

Betonfertigteilbau bezeichnet das Erstellen von Bauwerken mittels vorgerfertigter Bauteile aus Stahlbeton den sogenannten Betonfertigteilen, das Herstellen von solchen Betonfertigteilen sowie die Bauwerke, die wesentlich mit Betonfertigteilen errichtet wurden. Betonfertigteilbau kommt sowohl im Hochbau als auch im Tiefbau als komplexes System oder als einzelnes Fertigteil in Mischbauten zum Einsatz. Die Bandbreite der verwendeten Fertigbauteile reicht dabei von einzelnen Deckenplatten, Stützen und Trägern über Wandplatten und fertige, mehrschalige Fassadenelemente bis hin zu vorgefertigten Räumen beispielsweise kompletten Fertigbädern oder Fertiggaragen. Die verwendeten Betonfertigteile werden dabei in Betonfertigteilwerken industriell in Hallen in vorgehaltenen Formen hergestellt, die nach dem Aushärten und Ausformen des Bauteils wiederverwendet werden können. Betonfertigteilbau stellt sowohl an die Planer (Elementiertes Bauen) als auch an die Ausführenden sowohl im Werk als auch auf der Baustelle besondere Anforderungen.

## Einsatz
Betonfertigteilbau wird heute vor allem zum Bau von größeren Geschosswohnungsbauten, Gewerbebauten, Hotels, Bürogebäuden, aber auch für Parkhäuser, Brücken, Türme, Tunnel und Masten verwendet. Selbst Bahnschwellen sind heute Betonfertigteile. Abwasserleitungen bestehen oft aus Betonfertigrohren, und im konventionellen Mauerwerksbau kommen meist Betonfertigteildecken zum Einsatz. Meist werden von entsprechenden Anbietern entwickelte Systemteile verwendet. Vor allem für größere Bauvorhaben mit besonderen Ansprüchen an die Gestaltung können aber auch individuell entworfene Fertigbauteile und Systeme kostengünstig hergestellt werden.
Der Vorteil von Betonfertigteilbau besteht vor allem in den Vorteilen einer industriellen Fertigung von Serienbauteilen mit entsprechender Kosteneffizienz, Qualitätssicherheit und witterungsunabhängiger Produktion. An der Baustelle kommen kürzere Bauzeiten, geringere Austrocknungszeiten und weniger der lohnintensiven Baustellenarbeit als Vorteile hinzu. Grundsätzlich kann man sagen, dass die Vorteile, vor allem die Kostenersparnis, mit der Größe der jeweiligen Bauteile sowie der Menge verwendeter, baugleicher Teile signifikant zunimmt.
Als Nachteil ist anzusehen, dass teilweise überbreite Schwertransporte nötig sind und an der Baustelle leistungsfähige Kräne eingesetzt werden müssen. Auch planerische Einschränkungen für den Grundriss oder die Gestaltung müssen in Kauf genommen werden, da erforderliche Rasterung und reduzierte Teilediversifizierung hier die gestalterische Freiheit einschränken. Der Planung obliegt die Aufgabe hier einen optimalen Kompromiss zu finden.

## Geschichtliche Entwicklung

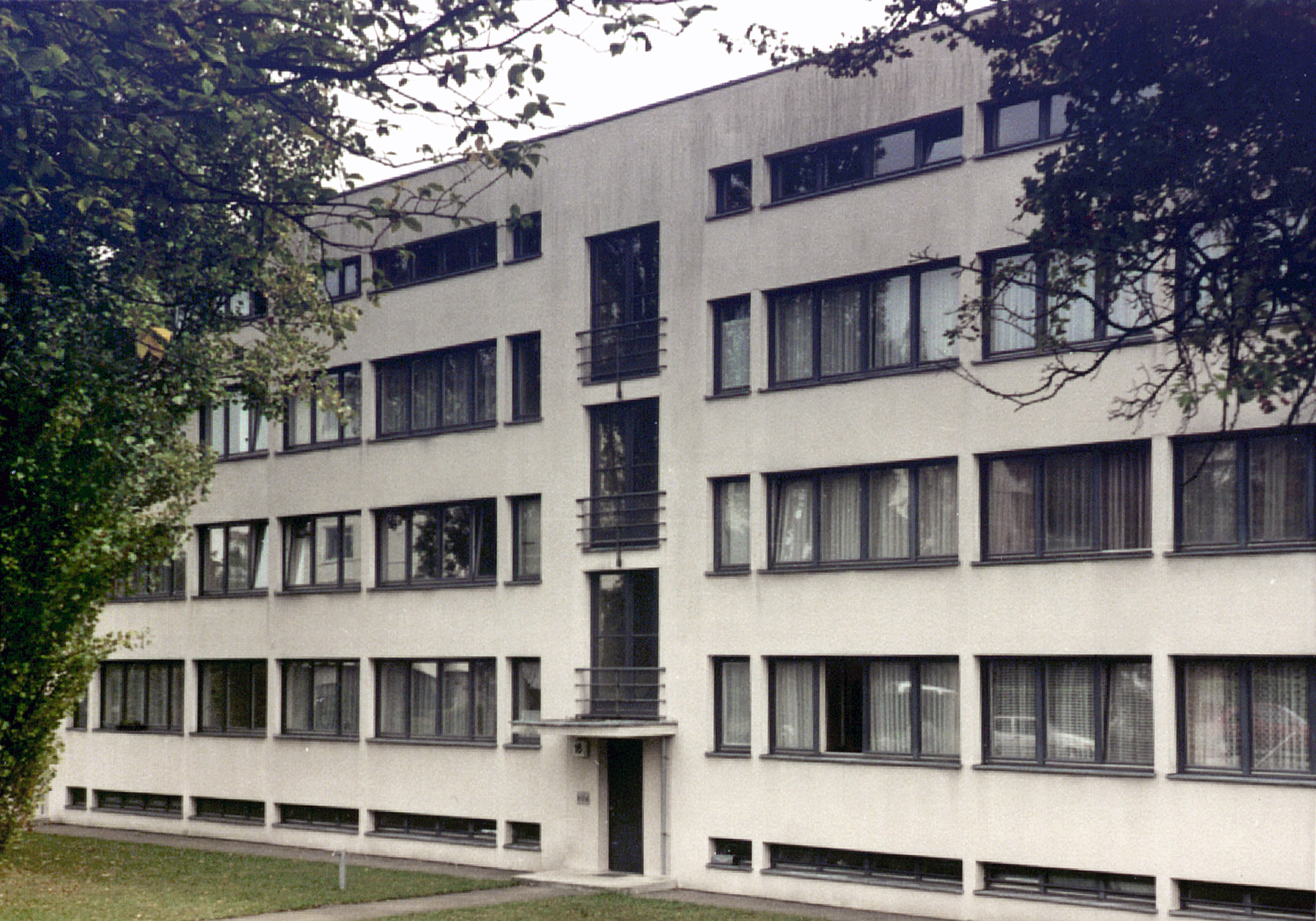
Weißenhofsiedlung in Stuttgart, Mies van der Rohe, Walter Gropius und Le Corbusier (1927)

Die ersten Häuser, bei denen vorgefertigte Elemente als Großplatten in Stahlbetonbauweise verwendet wurden, entstanden ab 1910 im Forest Hills Gardens Projekt in Queens, New York. Benannt nach dem Ingenieur und Architekten Grosvenor Atterbury wurde das Konstruktionsprinzip als System Atterbury auch in Europa bekannt. Das erste Projekt, bei dem in Deutschland die Tafelbauweise verwendet wurde, war das Projekt Neues Frankfurt (1925–1930), für das eigens eine Fabrik zur Großtafelfertigung errichtet wurde. 1926 wurde in Berlin-Lichtenberg, Ortsteil Friedrichsfelde, nach Entwürfen des damaligen Stadtbaurats Martin Wagner die erste deutsche Plattenbausiedlung errichtet. Vor Ort wurden dabei bis zu 7 Tonnen schwere, mehrschalige Betonplatten geschüttet.
Das Unité d’Habitation (Wohneinheit) von Le Corbusier war als Typenbau das Vorbild moderner Plattenbauten. Den Kern der Idee stellte Corbusier bereits mit dem Pavillon de l’Esprit Nouveau 1925 in Paris vor. Die Wohneinheiten wurden zwischen 1947 und 1965 in vier französischen Orten und in Berlin realisiert. Corbusier sah seinen Gebäudeentwurf als ideale Lösung für eine massenhafte Wiederholung an vielen Orten. Durch standardisierte Serienproduktion wollte er ein hohes Maß an Wirtschaftlichkeit erreichen. Diese Wirtschaftlichkeit und die weite Verbreitung sollten der Masse der Bevölkerung einen erhöhten Wohnkomfort ermöglichen und den Wohnungsmangel nach dem Zweiten Weltkrieg lindern.

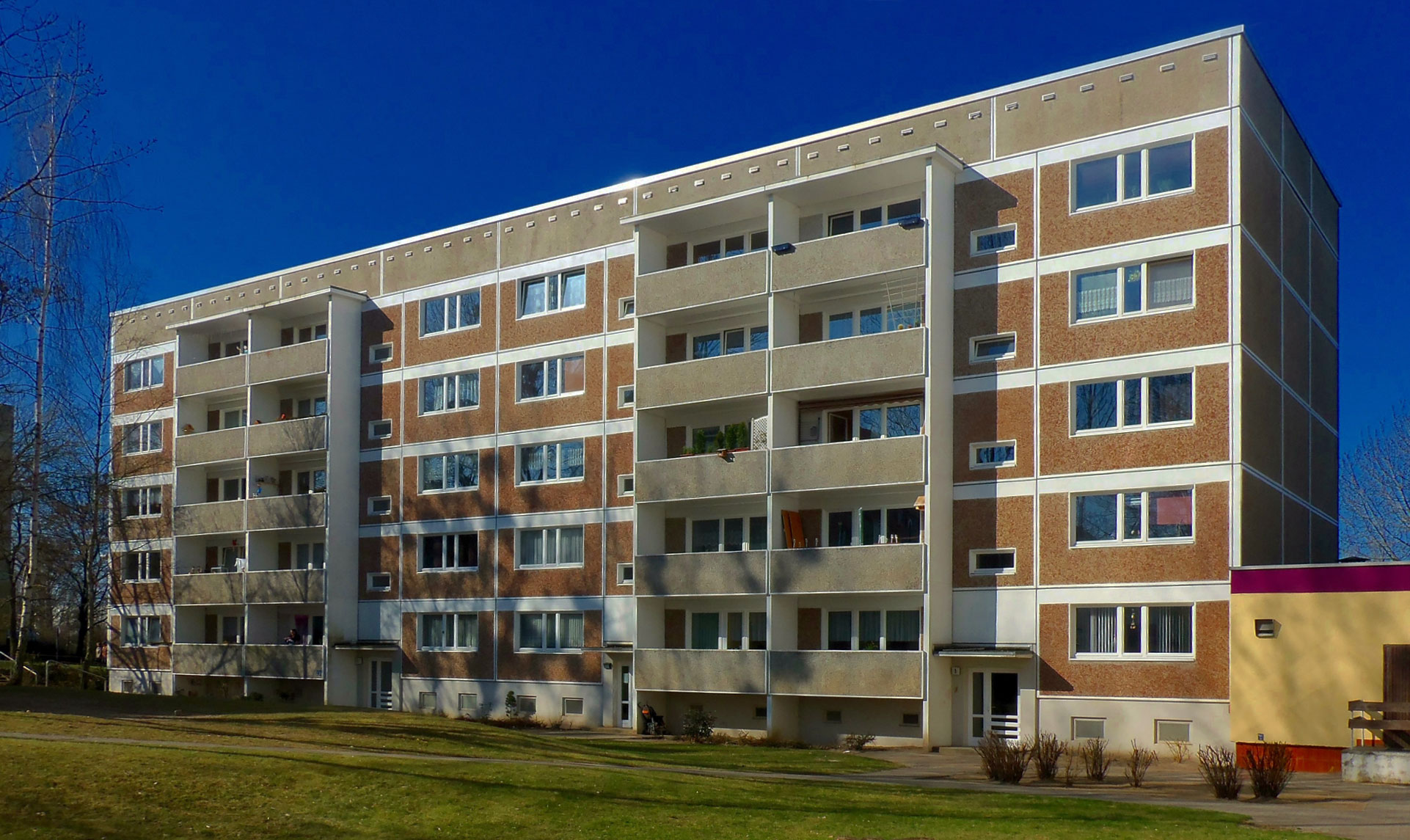
Erster DDR-Block vom Typ WBS 70 in der Oststadt von Neubrandenburg, 1973 errichtet

Starke Verbreitung fanden vor allem wohnwirtschaftlich genutzte Plattenbauten in der Deutschen Demokratischen Republik. Ein erster Großplattenversuchsbau entstand 1953 in Berlin-Johannisthal. Der Ausbau der Stadt Hoyerswerda wurde zu einem „Experimentierfeld“ in diesem Bereich. Der industrielle Wohnungsbau in Plattenbauweise wurde dort seit 1957 erstmals in der DDR in großem Umfang mit eigens hierzu entwickelten Wohnbausystemen realisiert.
Das Bauverfahren mit vorgefertigten Betonteilen erfolgte in Anlehnung an die Ideen der modernen Architektur, die schon im Bauhaus entstanden waren. Aufgrund der wirtschaftlichen Vorteile werden heute weltweit ganze Wohnsiedlungen, Bürohochhäuser, Industrie- und andere Großbauten häufig aus werkseitig hergestellten Betonfertigteilen errichtet.

## Anwendung

### Entwurf und Planung
Die Entscheidung für den Einsatz von Betonfertigteilen hat in der Regel wirtschaftliche Gründe und bestimmt von da ab die gesamte Planung vom Entwurf über die Logistik bis hin zur Ausführung. So ist beim Entwurf ein Raster zu entwickeln, welches einen optimalen Kompromiss aus nutzungsoptimierten Raummaßen, maximal händelbaren Bauteilgrößen und wirtschaftlicher Logistik darstellt. Ziel dabei ist, mit möglichst wenig verschiedenen Bauteilen die unterschiedlichen Anforderungen an Nutzung und architektonische Gestaltung der Bauwerke zu erfüllen.
Je nach gewähltem Raster und statischen Vorgaben sind verschiedene konstruktive Ansätze möglich. Für größere Hallen kommen meist Systeme mit getrennten Stützen, Deckenträgern sowie Wand- und Deckenplatten in verschiedensten Variationen zum Einsatz. Möglich sind beispielsweise separate und besonders ausgeformte Stützenköpfe, die wiederum einheitliche Stützen ermöglichen sowie U-förmig oder kassettenartig geformte Deckenplatten, die Decke und ggf. erforderliche Zwischenträger in einem Bauteil vereinen. Bei Büros, Hotels oder Wohngebäuden nutzt man meist, aufgrund der geringeren Spannweiten, selbsttragende Wand- und Deckenplatten als wirtschaftlichste Lösung.
Bei der Planung und Konstruktion der einzelnen Bauteile ist darauf zu achten, dass sie nach dem Gießen problemlos ausgeformt werden können und Maße haben, die idealerweise einen Transport ohne Schwerlastgenehmigung ermöglichen. Die Teile können dabei mehrschalig, winkelig oder hochkomplex sein. Bei der Oberflächengestaltung im Sichtbereich gibt es eine Vielzahl von Möglichkeiten, eine typische Betonoptik zu vermeiden. Möglich sind hier polierte Flächen, Strukturierung, Musterungen oder Sand bzw. Sandsteinstrukturen in allen erdenklichen Farben, dem sogenannten Architekturbeton.
Besondere Bedeutung bei der Planung von Betonfertigteilen haben die erforderlichen Verbindungen, die zum einen statischen Ansprüchen genügen müssen zum anderen aber auch gestalterisch ansprechend gelöst werden sollten. Bei der Gestaltung dieser Verbindungen kann man entweder die Nahtstellen und Auflager als Raster optisch betonen oder sie durch Schattenfugen, kaschierende Oberflächenstrukturen oder Überdeckungen auflösen.

### Herstellung

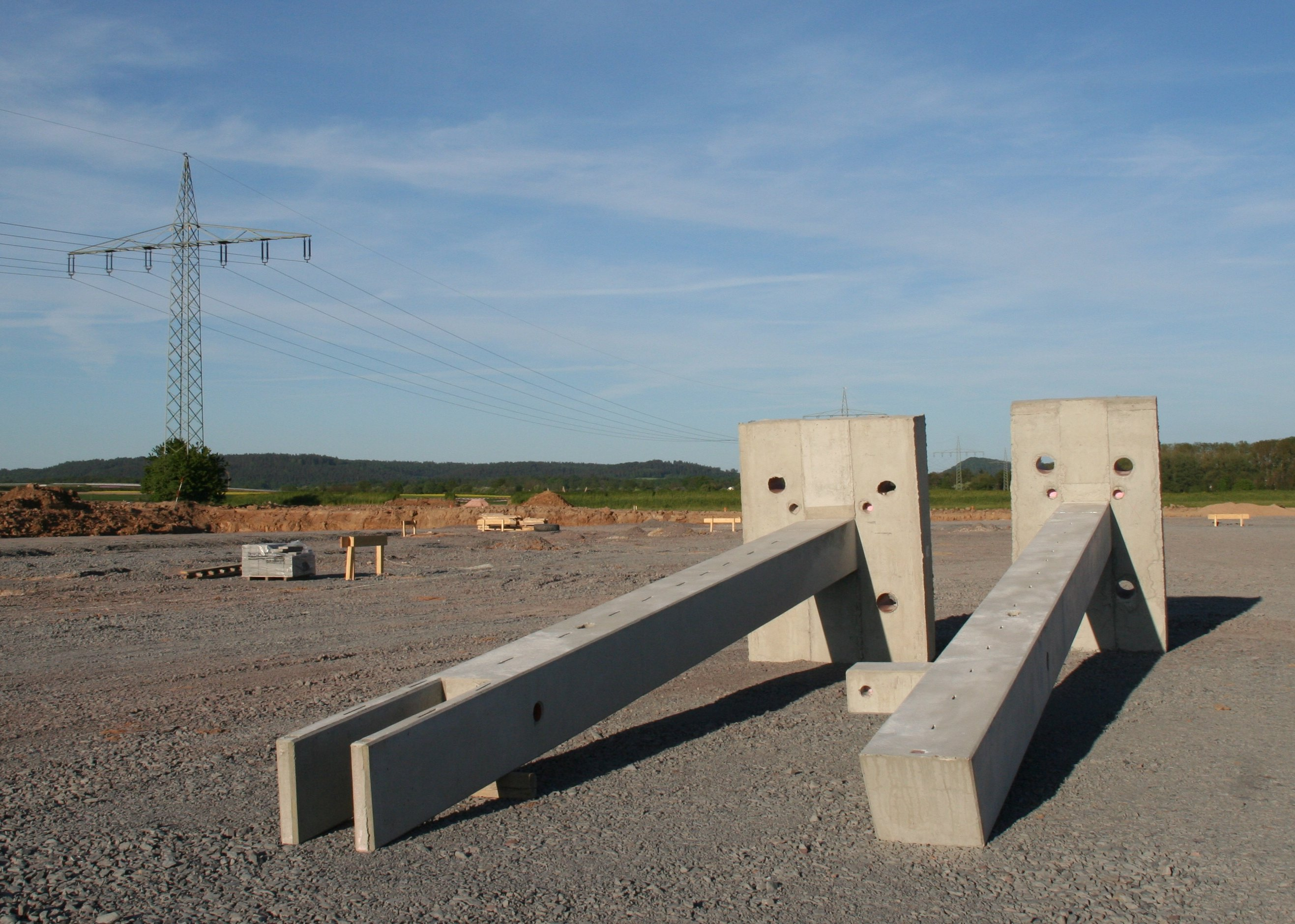
Fertigteilstütze mit angeformtem Fundament und Trägeraufnahme

Betonfertigteile werden in Betonfertigteilwerken als Groß- oder Sonderserie industriell hergestellt. Dabei sind den realisierbaren Formen Grenzen gesetzt. Neben der reinen Größe spielt hier das nach dem Aushärten des Betons erforderliche Ausformen eine Rolle. Idealerweise sollte die Form unbeschädigt bleiben, um sie wiederverwenden zu können. In der Regel geschieht das durch leicht konische Bauteile mit entsprechenden Formen. Sollte dies nicht möglich oder erwünscht sein, so kommen mehrteilige Formen mit dem Nachteil einer Naht zum Einsatz. Erst als Ultima Ratio werden Einwegformen, sogenannte verlorene Formen, verwendet. In die Formen werden bei der Teileproduktion die statisch erforderlichen Bewehrungsstähle und, sofern benötigt, Versorgungsrohre eingebracht und die Form anschließend mit Beton ausgegossen. Zur besseren Verdichtung des Betons stehen die Formen auf Rütteltischen (Außenrüttler) oder es wird mit Innenrüttlern von Hand ausreichend verdichtet. Mehrschalige Wandelemente können dabei durch Anbetonieren in zwei Durchläufen ebenso hergestellt werden wie komplexere Bauteile. Zu beachten ist aber, dass herstellungsbedingt immer eine Seite keine Sichtseite sein kann und auch gewisse Maßtoleranzen aufweist. Nach ausreichender Aushärtungszeit können die so produzierten Teile ausgeschalt werden.
Für den Zusammenbau der Betonfertigteile werden Systeme vorgesehen, die ein einfaches und kraftschlüssiges Verbinden auf der Baustelle ermöglichen. Zum einen sind das Aussparungen mit freiliegender Anschlussbewehrung, sogenannte Vergusstaschen oder, vor allem bei Platten und Großtafeln, einbetonierte Anschweißplatten. Oft befinden sich in den Teilen auch gleich Halterungen für den Transport.
Auf der Baustelle werden die Teile mit dem Kran an die vorgesehene Stelle transportiert, teilweise auf Neoprenlagern aufgelagert oder in Mörtel gesetzt. Nach dem Ausrichten werden die Anschlüsse durch Ausbetonieren der Taschen mit den freiliegenden und sich jetzt überlappenden Anschlussbewehrungen kraftschlüssig verbunden oder bei Teilen mit Anschweißplatten selbige mit den Anschweißplatten korrespondierender Bauteile fest verschweißt, anschließend mit Beton vergossen oder später, beim Ausbau, durch Estrich oder Putz abgedeckt. Sofern sich Fugen ergeben, werden diese mit Fugendichtmasse dauerelastisch verschlossen.

### Systeme
Für Betonfertigteile gibt es eine Vielzahl von Herstellern, die selbstentwickelte Fertigteile und Fertigteilsysteme in Großserien für alle erdenkliche Einsatzzwecke anbieten.
Im Bereich des Wohnungsbaus sind die bekanntesten Systeme sicher die Plattenbauten der ehemaligen DDR Wohnbausysteme M 10, Q3A oder WBS 70.

### Transport
Für den Straßentransport von Betonfertigteilen sind die maximal zulässigen Abmessungen von Fahrzeugen nach §32 StVZO maßgeblich.  Daraus ergeben sich folgende Maximalmaße:
- Normale Transporte mit einem Stückgewicht bis zu 26 t und einem Maß von 10,80 m × 3,40 m.
- Auf einem Schrägbockfahrzeug sind Längen bis 16,50 m und Höhen bis 4,90 m möglich.
- Gängige Schwertransporter sind in der Lage mit Gutachten Betonteile einzeln oder paarweise mit 84 t und einer Länge von maximal 55 m zu transportieren.

Beim Einsatz der erforderlichen Krane ist zu beachten, dass die Tragfähigkeit mit zunehmender Auslage schnell abnimmt. Hier ist eine genau Baustellenplanung besonders wichtig.